# Cryptophyllus
Cryptophyllus is een geslacht van uitgestorven kreeftachtigen uit de klasse van de Ostracoda (mosselkreeftjes).

## Soorten
- Cryptophyllus angusteanulatus Rome, 1973 †
- Cryptophyllus balticus (Schallreuter, 1987) Sidaravichiene, 1992 †
- Cryptophyllus butovicensis Pribyl, 1988 †
- Cryptophyllus complanatus Rome & Goreux, 1960 †
- Cryptophyllus concentricus (Coryell & Williamson, 1936) Levinson, 1951 †
- Cryptophyllus copelandi Pribyl, 1988 †
- Cryptophyllus donetzianus Gorak, 1966 †
- Cryptophyllus dzhausensis Mikhailova, 1990 †
- Cryptophyllus geniculatus Rome & Goreux, 1960 †
- Cryptophyllus gibbosum Harris, 1957 †
- Cryptophyllus gutta Schallreuter, 1968 †
- Cryptophyllus haleyi Copeland, 1974 †
- Cryptophyllus linepunctatus Copeland, 1974 †
- Cryptophyllus macnaughtoni Copeland, 1974 †
- Cryptophyllus materni (Bassler & Kellett, 1934) Levinson, 1951 †
- Cryptophyllus mileensis Jiang (Z. H.), 1983 †
- Cryptophyllus minusculus Kesling & Chilman, 1978 †
- Cryptophyllus minutissimus (Ivanova, 1955) Schallreuter, 1968 †
- Cryptophyllus nidae Malec, 1990 †
- Cryptophyllus noeli Copeland, 1974 †
- Cryptophyllus nuculopsis Harris, 1957 †
- Cryptophyllus oboloides (Ulrich & Bassler, 1923) Levinson, 1951 †
- Cryptophyllus ooides Rome, 1973 †
- Cryptophyllus pius Truuver & Meidla, 2015 †
- Cryptophyllus rhombiformis Zhang & Zhao (Yi-Chun), 1983 †
- Cryptophyllus sinsinensis Casier & Devleeschouwer, 1995 †
- Cryptophyllus socialis (Eichwald, 1860) Samoilova, 1979 †
- Cryptophyllus solotensis (Krandijevsky, 1958) Abushik, 1990 †
- Cryptophyllus splendidus Copeland, 1977 †
- Cryptophyllus trelonensis Lethiers, 1970 †
- Cryptophyllus triangulus Abushik, 1968 †
- Cryptophyllus trilamellae (Schallreuter, 1968) Sidaravichiene, 1992 †
- Cryptophyllus volnovachicus Gorak, 1966 †